# Чистки в Минобороны РФ

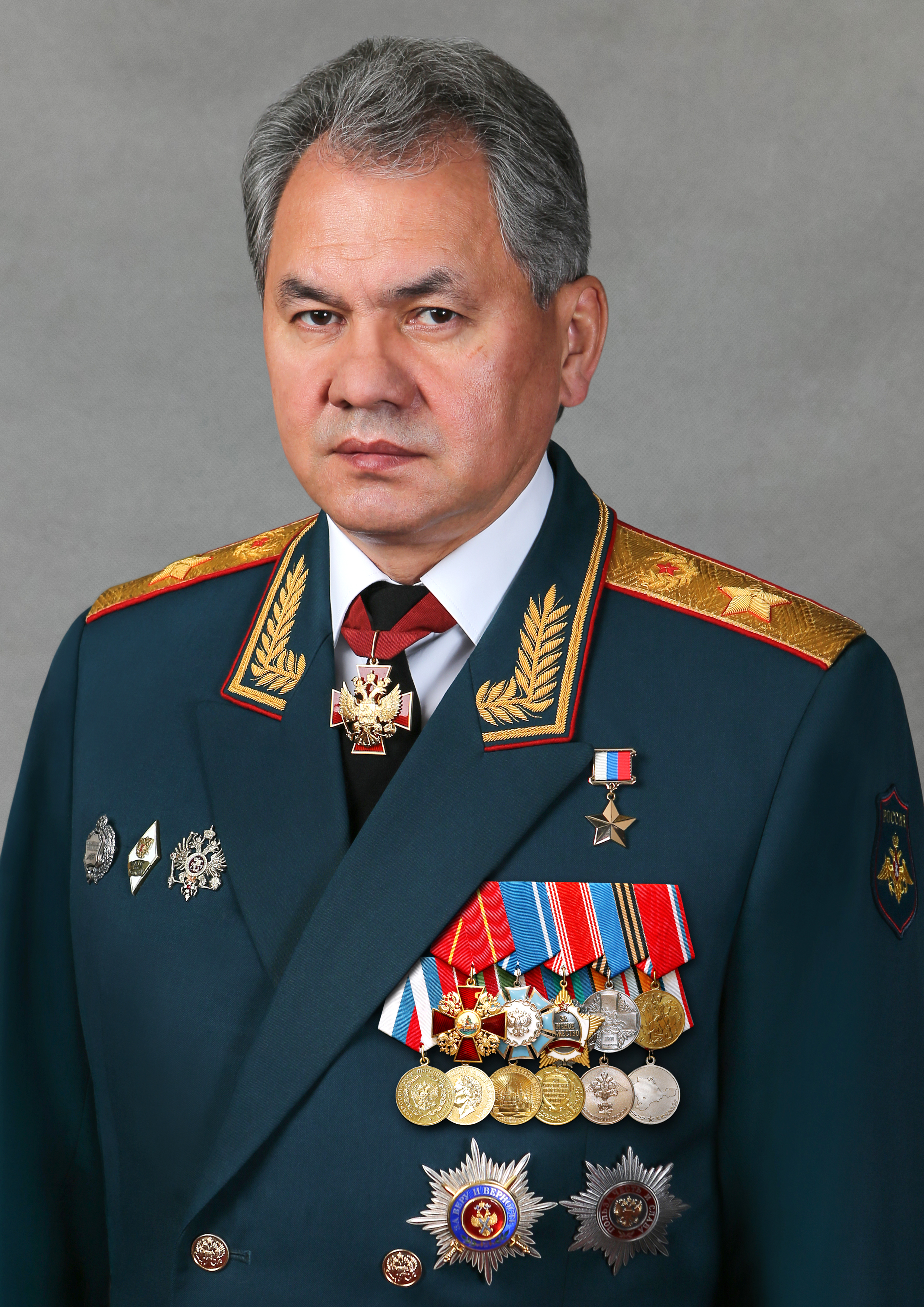
Министр обороны Российской Федерации (2012—2024) Сергей Шойгу

Чистки в Министерстве обороны Российской Федерации — серия громких арестов по обвинению во взяточничестве, хищении и мошенничестве среди руководства и высокопоставленных сотрудников Министерства обороны Российской Федерации, последовавших после снятия с должности Министра обороны России генерала армии Сергея Шойгу 12 мая 2024 года.
На фоне продолжающегося вторжения России на Украину свои посты потеряли десять человек, а восемь из них были арестованы.

## Хронология арестов и увольнений

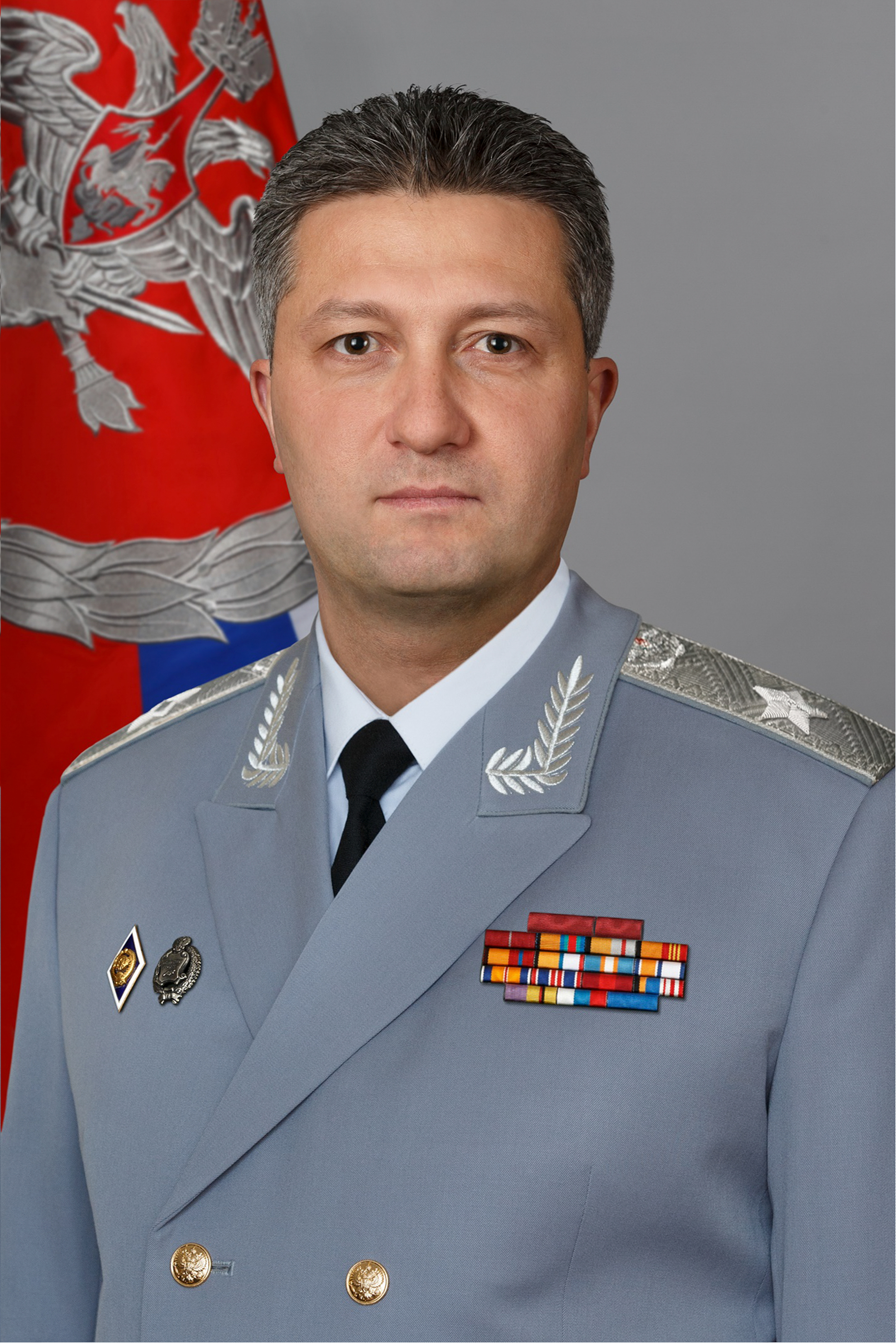
Заместитель министра обороны Тимур Иванов

24 апреля 2024 года задержан и на следующий день арестован заместитель министра обороны Тимур Иванов по обвинению в преступлении, предусмотренном частью 6 статьи 290 Уголовного кодекса РФ. В результате дела Тимур Иванов был отстранён с поста замминистра обороны РФ.
12 мая Сергей Шойгу был отправлен в отставку и заменён экономистом Андреем Белоусовым. Профессор Финансового университета Константин Симонов отметил:

Можем констатировать, что в Минобороны начались масштабные чистки, начнётся принятие решений по результатам давно проведенных проверок. То есть папки, я думаю, на руководителей были уже давно, это не результат деятельности нового министра, это касается и Тимура Иванова, и, опять же, были вбросы, что его разработка велась в течение аж нескольких лет, то есть задолго до принятия серьёзных решений. Теперь мы понимаем, что ситуация с Тимуром Ивановым была подготовкой, в том числе и общественности, к пониманию предстоящего решения по министру обороны. В этом плане это был тот сигнал, который нужно было правильно уловить и переварить. Сейчас уже начнется серьёзная зачистка, на мой взгляд, самого министерства, и Белоусов будет являться символом этого самообновления.

### Арестованные
1. 14 мая 2024 года — арестован генерал-лейтенант, начальник Главного управления кадров Министерства обороны Юрий Кузнецов[2].
2. 23 мая — задержан начальник Департамента Министерства обороны по обеспечению государственного оборонного заказа полковник Владимир Вертелецкий[4].
3. 5 июля — задержан военный комиссар района Преображенское Москвы полковник Сергей Тригилёв, его обвиняют в трёх коррупционных эпизодах в крупном размере.
4. 25 июля — арестован бывший глава публично-правовой компании «Военно-строительная компания» (ППК «ВСК») Андрей Белков.
5. 26 июля — арестован бывший заместитель министра обороны генерал армии Дмитрий Булгаков.
6. 29 августа — арестован бывший заместитель министра обороны генерал армии Павел Попов[5].
7. 2 сентября — задержан, а затем арестован заместитель командующего Ленинградским военным округом по материально-техническому обеспечению генерал-майор Валерий Муминджанов. Он обвиняется в получении взятки на сумму свыше 20 млн рублей при поставках обмундирования в ходе российского нападения на Украину.

### Судимые
- 22 мая арестован генерал-лейтенант Вадим Шамарин — начальник Главного управления связи Вооруженных Сил Российской Федерации, заместитель начальника Генерального штаба, предположительно за взятку[6][7][8]. 17 апреля 2025 года приговорён к семи годам колонии строгого режима и лишён звания генерал-лейтенанта[9][10].
- 17 мая суд арестовал генерал-майора, бывшего командующего 58-й армии Ивана Попова[11][1]. 24 апреля 2024 года приговорён к пяти годам колонии общего режима по делу о мошенничестве в особо крупном размере и служебном подлоге. В качестве дополнительного наказания назначен штраф 800 тысяч рублей и лишение звания[12][13].
- 2 августа — задержаны, а затем арестованы по обвинению в хищении средств: директор парка «Патриот» Вячеслав Ахмедов и заместитель начальника Главного управления инновационного развития Минобороны России генерал-майор Владимир Шестеров.17 июля 2025 года Шестеров приговорён к шести годам лишения свободы и лишению государственных наград, также с Шестерова взыскали более 24 млн руб. компенсации ущерба[14]

### Сняты или ушли с должностей
- 20 мая 2024 года — снят с должности генерал-полковник, руководитель Аппарата министра обороны России в 2013—2024 годах Юрий Садовенко[1]. В тот же день бывший аудитор Счётной палаты Олег Савельев был назначен заместителем главы Минобороны РФ[15].
- 22 мая — ушла с должности пресс-секретаря Министерства обороны Россияна Марковская.
- 23 мая — командующий 20-й армией генерал-лейтенант Сухраб Ахмедов снят с должности. По информации Владимира Рогова его пока только сняли, но «ситуация в развитии»[16].
- 17 июня сняты с должностей:
  - первый заместитель министра обороны Руслан Цаликов[17];
  - заместитель министра обороны Татьяна Шевцова[17];
  - статс-секретарь — заместитель министра обороны Николай Панков[18][17];
  - заместитель министра обороны генерал армии Павел Попов[17].
- 22 июля — снят с должности помощник министра обороны генерал-лейтенант Александр Бураченок.
- май 2024 — уволен советник Шойгу Андрей Ильницкий.